# Puls 8
Puls 8 (également orthographiée Puls Acht) est une chaîne de télévision généraliste suisse alémanique commerciale, dont le propriétaire est le groupe allemand ProSiebenSat.1 Media. La chaîne est basée sur le concept de «Puls 4» en Autriche. Elle a démarré ses émissions le 8 octobre 2015 à 20h00 avec le film Star Trek. La chaîne peut être captée par câble et IPTV dans toute la Suisse.

## Histoire de la chaîne
La présence du groupe allemand ProSiebenSat.1 existe depuis octobre 2000 à la suite de la fusion des groupes des chaînes allemandes ProSieben et Sat.1, avec une présence suisse avec Sat.1 Schweiz dès 1998, l'ancienne chaîne RTL/ProSieben Schweiz de 1999 à mars 2000 et ProSieben Schweiz depuis 2006. Pour Sat.1 Schweiz et ProSieben Schweiz, les programmes, à de rares exceptions près, étaient identiques aux chaînes sœurs d'Allemagne, à l'exception notable des fenêtres publicitaires destinées au marché suisse. Le 27 août 2015, le communiqué de presse du groupe allemand annonçait une nouvelle chaîne suisse appelée Puls 8, lancée le 8 octobre 2015.
Reprenant le concept de la chaîne autrichienne Puls 4, le 8 dans le nom de la chaîne fait référence au début de la grille de première partie de soirée (prime-time) à 8 heures du soir.

## Organisation

### Dirigeants
- Directrice des programmes : Andrea Haemmerli[4]

## Programmes
La chaîne diffuse 24h/24h des séries, notamment Les Simpsons, Blue Bloods ou encore Elementary, des films et des télénovelas. À la différence de toutes les autres chaînes privées alémaniques, cette chaîne ne diffuse aucun programme de téléachat.
Puls 8 diffuse également un programme en VOD. Le groupe ProSieben ayant un partenariat commercial avec les grands studios de cinéma américains pourrait créer une concurrence importante pour Netflix en Suisse.
Des productions suisses devraient également faire partie de la programmation de la chaîne mais à une date ultérieure.

## Diffusion
Puls 8 est retransmise partout en Suisse par câble, via UPC Cablecom. La chaîne est entièrement financée par la publicité et son public cible sont les 15-49 ans et de fait entre en concurrence directe avec la chaîne 3+.

## Audiences
Quatre mois après le début de sa diffusion (Février 2016), la chaîne a obtenu 1,1% de PDM sur son public cible, à savoir les 20-49 ans.